# Saint-Christophe-sur-Dolaison
Saint-Christophe-sur-Dolaison é uma comuna francesa na região administrativa de Auvérnia-Ródano-Alpes, no departamento de Alto Loire. Estende-se por uma área de 27,03 km². Em 2010 a comuna tinha 968 habitantes (densidade: 35,8 hab./km²).